# 速野悠二
速野 悠二（すみの ゆうじ、1969年5月27日 - ）は、日本の漫画家。男性。主に秋田書店の漫画雑誌を中心に活動している。
お色気やコメディタッチの多い作風。また、心霊現象等を題材としている作品が多い。
代表作『おキツネさまでChu♥』の後、暫く単行本が発行されなかったが、2009年11月に『バージン・ロープ』が発行された。
2012年、『チャンピオンRED』にて『TS魔女（トランス・セクシュアル・ウィッチ）りえ×ノルン』を連載。

## 作品リスト
- 『おキツネさまでChu♥』秋田書店〈チャンピオンREDコミックス〉全4巻（『チャンピオンRED』2003年6月号 - 2006年7月号）
- プリンセスは身悶える（『チャンピオンRED』2007年8月号 - 同年10月号） - 第1・2話のみ単行本「TS魔女 りえ×ノルン」に収録。
- 『バージン・ロープ』秋田書店〈チャンピオンREDコミックス〉全1巻（『チャンピオンRED』2008年4月号 - 2009年12月号）
- 『みのりスキャンダル』秋田書店〈チャンピオンREDコミックス〉全2巻（『チャンピオンRED』2010年5月号[1] - 2011年5月号）
  1. 2010年11月19日初版発行、ISBN 978-4-253-23146-6
  2. 2011年5月20日初版発行、ISBN 978-4-253-23147-3
- 『TS魔女 りえ×ノルン』秋田書店〈チャンピオンREDコミックス〉全1巻（『チャンピオンRED』2012年9月号[2] - 同年12月号） - タイトルの読みは連載時「トランス・セクシュアル・ウィッチ」、単行本では「ティーエスウィッチ」。
  1. 2013年4月5日初版発行、ISBN 978-4-253-23246-3
- クローゼス・ハンマー（『チャンピオンRED』2013年3月号）
- 『神様、やりすぎです♥』少年画報社〈YKコミックス〉全1巻（『ヤングコミック』2022年3月号[3] - 2022年9月号）
- 『研究ばっかしてたら馬鹿になる。』少年画報社〈YKコミックス〉全1巻（『ヤングコミック』2023年1月号[4] - 2023年7月号[5]）
- 『大正夜伽浪漫〜金曜日の花嫁〜』少年画報社〈YKコミックス〉全2巻（『ヤングコミック』2023年11月号[6] - 2025年1月号[7]）
- 元ヤンOL成田なるみはサービス残業上等らしい（『ヤングコミック』2025年4月号[8] - 連載中）